# Maryse Turcotte
Pour les articles homonymes, voir Turcotte.
Maryse Turcotte, née le 23 février 1975 à Sherbrooke au Québec, est une athlète québécoise d'haltérophilie ayant représenté le Canada à plusieurs jeux olympiques.

## Compétitions
Elle a participé aux Jeux olympiques d'été de 2000 à Sydney en Australie où elle se classa 4e et échoua de peu au gain de la médaille de bronze. Plus tard, aux Jeux olympiques d'été de 2004 à Athènes en Grèce, elle se plaça 11e. 
Elle a remporté une médaille d'or aux Jeux panaméricains de 1999 à Winnipeg et deux médailles d'or aux Jeux du Commonwealth de 2002 et 2006.

## Palmarès
Jeux Panaméricains
- Or : Winnipeg : 1999

Jeux du Commonwealth
- Or : Manchester : 2002
- Or : Melbourne : 2006

## Honneurs
- 2004 : Médaille de l'Assemblée nationale[1]